# Joachim Abraham von Oesterling
Joachim Abraham von Oesterling (* 18. August 1724 in Groß Küssow, Kreis Pyritz; † 28. August 1783) war ein preußischer Landrat in Hinterpommern.

## Leben
Joachim Abraham von Oesterling war ein Sohn des Landrates und Gutsbesitzers Samuel von Oesterling (1700–1736) und dessen Gemahlin Elisabeth Gottliebe, geborene von Küssow. Sein Großvater Ernst Christian von Oesterling war 1670 als mecklenburgischer Generalmajor in den Adelsstand erhoben worden und hatte 1686 Groß Küssow im Kreis Pyritz in Hinterpommern erworben.
Joachim Abraham von Oesterling studierte ab 1743 drei Jahre lang Rechtswissenschaften an der Universität Königsberg. Ab 1752 war er Landrat des Kreises Greifenhagen in Hinterpommern, obwohl er in jenem Kreis kein Gut besaß. Sein Gut Groß Küssow im Kreis Pyritz verkaufte er 1752 an den späteren Generalleutnant Karl Christoph von der Goltz. Oesterling besaß später das Gut Lindow, dann das Gut Klützow im Kreis Pyritz. 1773 vertauschte er sein Amt als Landrat des Kreises Greifenhagen mit dem des Landrates des Kreises Pyritz. Als Landrat des Kreises Greifenhagen folgte ihm Franz von Steinaecker.
Er starb im Jahre 1783. Als Landrat des Kreises Pyritz folgte ihm August Ernst von Schöning. Das Gut Klützow war bei seinem Tode verschuldet und wurde von seinem Sohn übernommen.